# Federação Australiana de Hóquei no Gelo
A Federação Australiana de Hóquei no Gelo é o órgão que dirige e controla o hóquei no gelo da Austrália, comandando as competições nacionais e a Seleção da Austrália de Hóquei no Gelo.